# Александров, Николай Тимофеевич
Никола́й Тимофе́евич Алекса́ндров (9 декабря 1925 года — 22 июля 2001 года) — участник Великой Отечественной войны, в годы войны — заряжающий танка Т-34 1-го танкового батальона 13-й гвардейской танковой бригады 4-го гвардейского танкового корпуса 1-го Украинского фронта, Герой Советского Союза (звание присвоено 10 апреля 1945 года, лишён — 4 ноября 1949 года, восстановлен в звании — 1 ноября 1994 года), гвардии сержант.

## Биография
Родился 9 декабря 1925 года в деревне Нарачино Едровской волости Валдайского уезда Новгородской губернии. Русский. Образование неполное среднее. Жил в городке Бологое 4 (ныне ЗАТО Озёрный)
В Красную армию призван 9 января 1943 года. Прошел подготовку в танковой школе и в августе того же года направлен на фронт заряжающим пушки танка Т-34. Боевое крещение получил в боях за город Киев. Прошёл с боями через всю Украину, пять раз горел в танке.
Отличился в боях за освобождение Чехословакии. 3 февраля 1945 года в составе экипажа в районе населенного пункта Боленцин (Чехословакия) из пушки и пулемета уничтожил более отделения солдат противника. В бою его танк был подбит, члены экипажа ранены. Александрову одному более часа пришлось вести неравный бой, отбиваясь от врага огнём из пулемета и гранатами. Потом были ещё бои и ранения.
Приказом командира 13-й гвардейской танковой бригады № 5/н от 01.04.1945 года награждён медалью «За отвагу». 
Указом Президиума Верховного Совета СССР от 10 апреля 1945 года за образцовое выполнение боевых заданий на фронте борьбы с немецкими захватчиками и проявленные при этом отвагу и геройство гвардии сержанту Александрову Николаю Тимофеевичу присвоено звание Героя Советского Союза с вручением ордена Ленина и медали «Золотая Звезда» (№ 8920). 
День Победы встретил в госпитале, после очередного ранения. Тогда же узнал о присвоении высокого звания.
После Победы в звании сержанта заведовал воинским оружейным складом в своей дивизии. В марте 1946 года в Кремле Александрову вручили орден Ленина и Золотую Звезду. Уволен в запас в октябре 1948 года.
За хищение со склада трофейного оружия осуждён военным трибуналом к 15 годам лишения свободы с лишением звания и всех наград. Звания Героя Советского Союза лишен 4 ноября 1949 года.
Срок отбывал в лагерях на Магадане, золотоносный прииск «Бодрый» на Колыме. Бежал, два месяца скитался в тайге. Затем были лагеря Якутии, на берегу моря Лаптевых, в Верхоянске. В общей сложности провёл в заключении 16 с лишним лет. Освобождён после ходатайства однополчан из Кантемировской дивизии и маршала Полубоярова, бывшего командира корпуса.
После освобождения из мест лишения свободы вернулся в родные края. Трудился рабочим в лесхозе или на пилораме, слесарем, плотником, кочегаром.
Учитывая героизм, проявленный на фронтах Великой Отечественной войны, добросовестное отношение к труду, 1 ноября 1994 года Александров Николай Тимофеевич восстановлен в звании Героя Советского Союза.
Жил в посёлке Озёрный Бологовского района Тверской области. Скончался 22 июля 2001 года. Похоронен на кладбище посёлка Выползово Бологовского района Тверской области.

## Семья
Жена — Александрова Анна Васильевна.

## Награды
- Медаль «Золотая Звезда» Героя Советского Союза (10.04.1945);
- орден Ленина (10.04.1945);
- орден Отечественной войны II степени (06.04.1985);
- медали.

## Память
- Именем Героя названа одна из улиц ЗАТО Озёрный Бологовского района Тверской области.
- На доме, где жил Н. А. Александров, установлена мемориальная доска.
- Почётный гражданин ЗАТО Озёрный.